# Audrey Adiceom
Audrey Adiceom, née le 14 octobre 1996 à Levallois-Perret, est une archère française.

## Biographie
Audrey Adiceom commence le tir à l'arc en 2007.

## Distinctions
- Médaille de la jeunesse, des sports et de l'engagement associatif, argent (2025)[5].
  - Médaille de bronze en 2018.

## Palmarès
Elle est médaillée d'argent par équipes en tir à l'arc classique avec Angéline Cohendet et Tiffanie Banckaert aux Championnats d'Europe de tir à l'arc en salle 2017.
Elle est médaillée de bronze individuelle aux Championnats du monde de tir à l'arc en salle 2018.
Elle remporte la médaille d'argent par équipes en tir à l'arc classique avec Lisa Barbelin et Caroline Lopez aux Jeux européens de 2023 ainsi qu'aux championnats du monde de tir à l'arc 2023.